# تحالف الكلاماتا
تحالف الكلاماتا، هو تعبير يقصد به التحالف الثلاثي الذي يضم مصر، اليونان وقبرص، بهدف التنسيق والتعاون المشترك لاستغلال ثروات شرق المتوسط.

## خلفية
|         | حقل الغاز | الاكتشاف | الانتاج | احتياطي بليون م³ | القيمة (مليار $) |
| ------- | --------- | -------- | ------- | ---------------- | ---------------- |
| إسرائيل | تمار      | 1/2009   | 12/2012 | 240              | 40               |
| إسرائيل | لڤياثان   | 6/2010   | 12/2012 | 450              | 80               |
| قبرص    | أفروديت   | 1/2011   | 2013    | 670              | 120              |
| إسرائيل | تنين      | 4/2012   | 2012    |                  |                  |
| إسرائيل | شمشون     | 4/2012   | 2013    | 100              | 20               |

يشهد شرق البحر المتوسط فترة تحول تاريخية مشابهة لتحول الخليج العربي في وسط القرن العشرين من الصيد إلى إنتاج النفط. وتنقلب فيه موازين القوى. بدأت تلك التغيرات المتسارعة مع ظهور تقنيات تنقيب وحفر بحري حديثة في مطلع القرن الحادي والعشرين تمكن من الحفر تحت مياه عمقها يفوق 2,000 متر. ولنفس السبب تشهد البرازيل طفرة اقتصادية مماثلة. وتوضح هذه المقالة أن حقلي الغاز المتلاصقين، لڤياثان (الذي اكتشفته إسرائيل في 2010) وأفروديت (الذي اكتشفته قبرص في 2011) باحتياطيات تُقدر قيمتها قرابة 200 مليار دولار، يقعان في المياه المصرية (الاقتصادية الخالصة)، على بعد 190 كم شمال دمياط، بينما يبعدان 235 كم من حيفا و 180 كم من ليماسول. وهما في السفح الجنوبي لجبل إراتوستينس الغاطس المُثبت مصريته منذ عام 200 قبل الميلاد. وكانت إسرائيل قد بدأت مسلسل إعلان استخراج الغاز من أراضي عربية في 2009، حين أعلنت عن اكتشاف حقل غاز تمر المقابل لمدينة صور اللبنانية. ومن الضروري أن تعاود مصر الحفر والتنقيب في المنطقة تأكيداً لحقوقها المشروعة. ولما كانت مصر قد رسمت حدودها البحرية مع قبرص في 2003 بدون تحديد لنقطة البداية من الشرق مع إسرائيل، ثم حفرت إسرائيل حقلاً في 2010 ثم بعدها رسّمت حدودها مع قبرص ولم تفعل ذلك مع مصر بعد. لذلك فإعادة ترسيم الحدود البحرية ضرورة ملحة. والمتصفح لمواقع الصحف اليونانية والقبرصية والإسرائيلية والأمريكية يجد أن الموضوع يحظى دون ما عداه من حيث اهتمام ومشاركات القراء.